# Apache (film)
Apache is een Amerikaanse western uit 1954 onder regie van Robert Aldrich.

## Verhaal
Het indiaanse opperhoofd Geronimo geeft zich in 1886 over aan de Amerikaanse cavalerie. Hij wordt samen met zijn stam gedeporteerd naar Florida. Alleen de jonge krijger Massai biedt weerstand. Hij vlucht de bergen in en wil een boerderij gaan opzetten in een dal.

## Rolverdeling
| Acteur          | Personage |
| --------------- | --------- |
| Burt Lancaster  | Massai    |
| Jean Peters     | Nalinle   |
| John McIntire   | Al Sieber |
| Charles Bronson | Hondo     |
| John Dehner     | Weddle    |
| Paul Guilfoyle  | Santos    |
| Ian MacDonald   | Clagg     |
| Walter Sande    | Beck      |
| Morris Ankrum   | Dawson    |
| Monte Blue      | Geronimo  |